# Xaenapta basilana
Xaenapta basilana är en skalbaggsart som beskrevs av Stefan von Breuning 1956. Xaenapta basilana ingår i släktet Xaenapta och familjen långhorningar.
Artens utbredningsområde är Filippinerna. Inga underarter finns listade i Catalogue of Life.